# Un americano en París
Un americano en París (en inglés: An American in Paris) es una película musical estadounidense estrenada en 1951, basada en la obra homónima de George Gershwin. Fue dirigida por Vincente Minnelli y protagonizada por Gene Kelly, Leslie Caron, Oscar Levant, Georges Guétary y Nina Foch.
En 2006 fue incluida en el 9.º puesto en la lista de los mejores musicales del cine estadounidense por el American Film Institute.

## Argumento
Al terminar la Segunda Guerra Mundial, Jerry Mulligan (Gene Kelly) un exsoldado, se queda a vivir en París porque consigue un trabajo como pintor, algo que siempre deseó ser. Vive en un edificio del barrio de Montmartre junto a su amigo Adam Cook (Oscar Levant) un pianista desempleado que llegó a París becado y que a su vez es amigo de Henri Baurel (Georges Guétary), un famoso cantante francés con el que trabajó. 
Un día, Adam recibe la visita de Henri que le cuenta que está a punto de casarse con una hermosa joven. Mientras, Jerry sale a exponer sus cuadros que nadie compra; en el camino se encuentra con Adam, quien le presenta a Henri. Al llegar a la exposición conoce a Milo Roberts (Nina Foch), una estadounidense millonaria que aprecia sus cuadros y que se enamora de Jerry. Milo le compra dos cuadros, pero al percatarse de que no traía dinero le pide que la acompañe al hotel en el que estaba hospedada para pagarle. Ya en el hotel, Milo conversa con Jerry para conocerlo más y lo invita a una "supuesta" fiesta para conocer a personas.
Jerry se siente algo incómodo porque cree que Milo desea convertirlo en su amante pagado, pero ella le explica que desea promocionarlo convencida de que Jerry tiene mucho talento como pintor. Jerry, para sentirse más cómodo, le pide que vayan a un lugar que pueda pagar y Milo le recomienda el Café Flodair. Ahí Jerry conoce a Lise Bouvier (Leslie Caron) una joven muy hermosa, que resulta ser la prometida del cantante Henri Baurel. Jerry se enamora de Lise al verla y ella le corresponde, pero ambos se sienten comprometidos con otras personas.

## Análisis
El triunfo de la película situó a la Metro Goldwyn Mayer como la auténtica productora referente del musical de la década de 1950. Logró recaudar 6 millones de dólares más que ninguna otra película previa de la MGM y consiguió ganar 6 premios Oscar. Por otro lado, Vincente Minnelli y Gene Kelly sorprendieron a todo el público ofreciendo una nueva concepción del musical, basado en la conjunción de la fotografía, el decorado, la coreografía y los protagonistas. En el caso de Gene Kelly, alcanzaría su culminación dos años más tarde con Cantando bajo la lluvia.

## Premios
Oscar 1951
| Categoría                 | Persona                                                             | Resultado  |
| ------------------------- | ------------------------------------------------------------------- | ---------- |
| Mejor película            | Arthur Freed                                                        | Ganador    |
| Mejor director            | Vincente Minnelli                                                   | Nominación |
| Mejor fotografía en color | John Alton y Alfred Gilks                                           | Ganador    |
| Mejor guion original      | Alan Jay Lerner                                                     | Ganador    |
| Mejor vestuario en color  | Orry-Kelly, Walter Plunkett e Irene Sharaff                         | Ganador    |
| Mejor decoración en color | E. Preston Ames, Cedric Gibbons, F. Keogh Gleason y Edwin B. Willis | Ganador    |
| Mejor montaje             | Adrienne Fazan                                                      | Nominación |